# Маттео ди Джованни

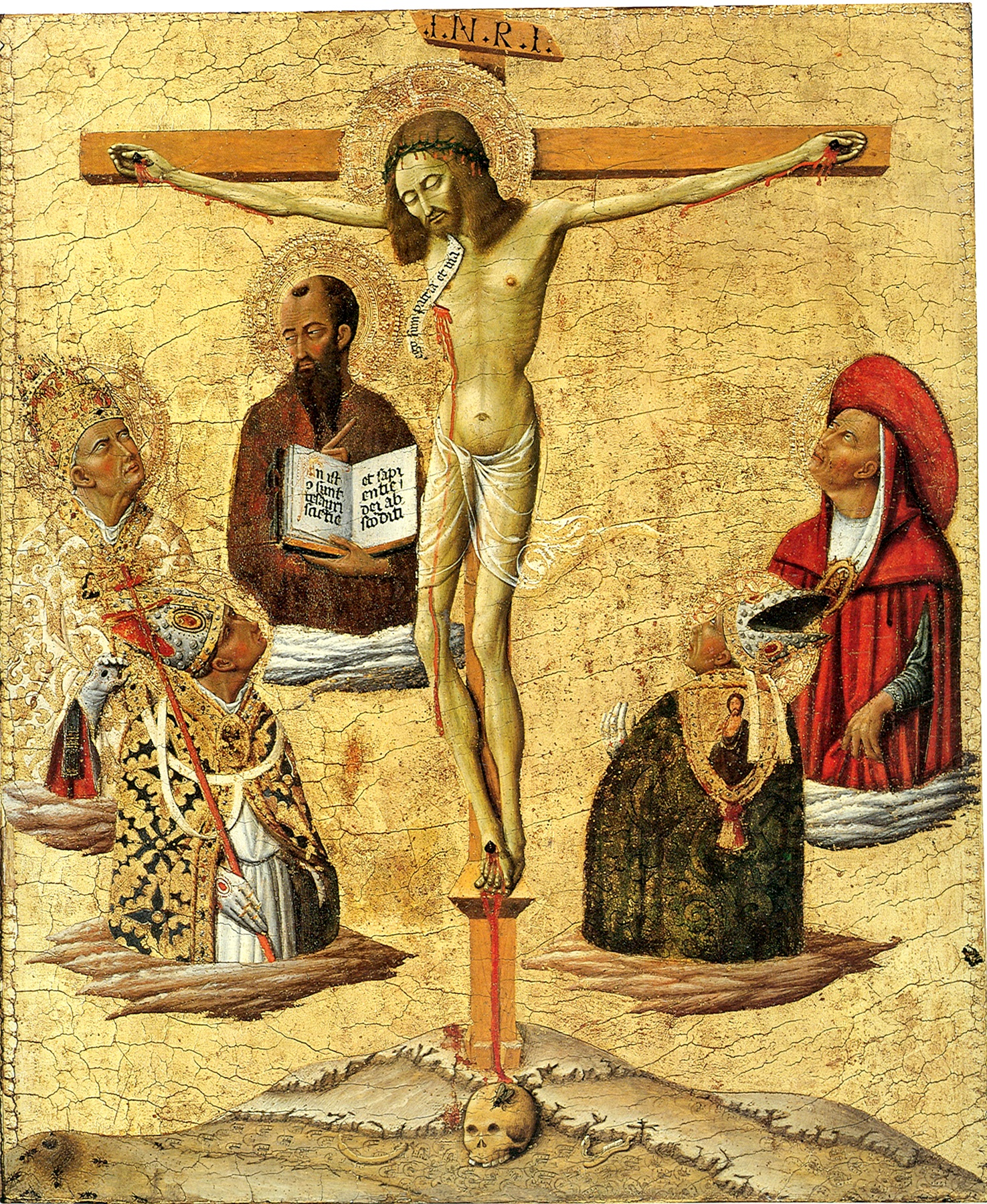
Мистическое распятие. 1450-е. Дерево, темпера, золочение. Музей Университета, Принстон, Нью-Джерси, США

Маттео ди Джованни ди Бартоло, или Маттео да Сиена (итал. Matteo di Giovanni di Bartolo, Matteo da Siena); ок. 1430, Сансеполькро — 1495, Сиена) — итальянский живописец сиенской школы периода кватроченто. Маттео ди Джованни принадлежит к художникам, имевшим успех при жизни, но затем надолго забытым. Сравнительно недавно его творчество привлекло внимание исследователей.

## Жизнь и творчество
Маттео ди Джованни родился и вырос в селении (борго) Сансеполькро в Тоскане, в семье Джованни д’Аньило (или Аньоло) Бартоло Манни и Франчески Маттео Аньилуччо. Одним поколением ранее в этом же городе родился его знаменитый земляк — художник Пьеро делла Франческа. Вероятно, Маттео был знаком с произведениями Пьеро в Сансеполькро. Известно, что в середине 1440-х годов Пьеро делла Франческа написал центральную панель алтаря «Крещение Христа», которая ныне хранится в Лондонской национальной галерее, но створки к ней писал Маттео ди Джованни, но позднее, в 1460-х годах.
Около 1430 года умер отец Маттео, а вскоре после этого мать снова вышла замуж и родила ещё троих детей.

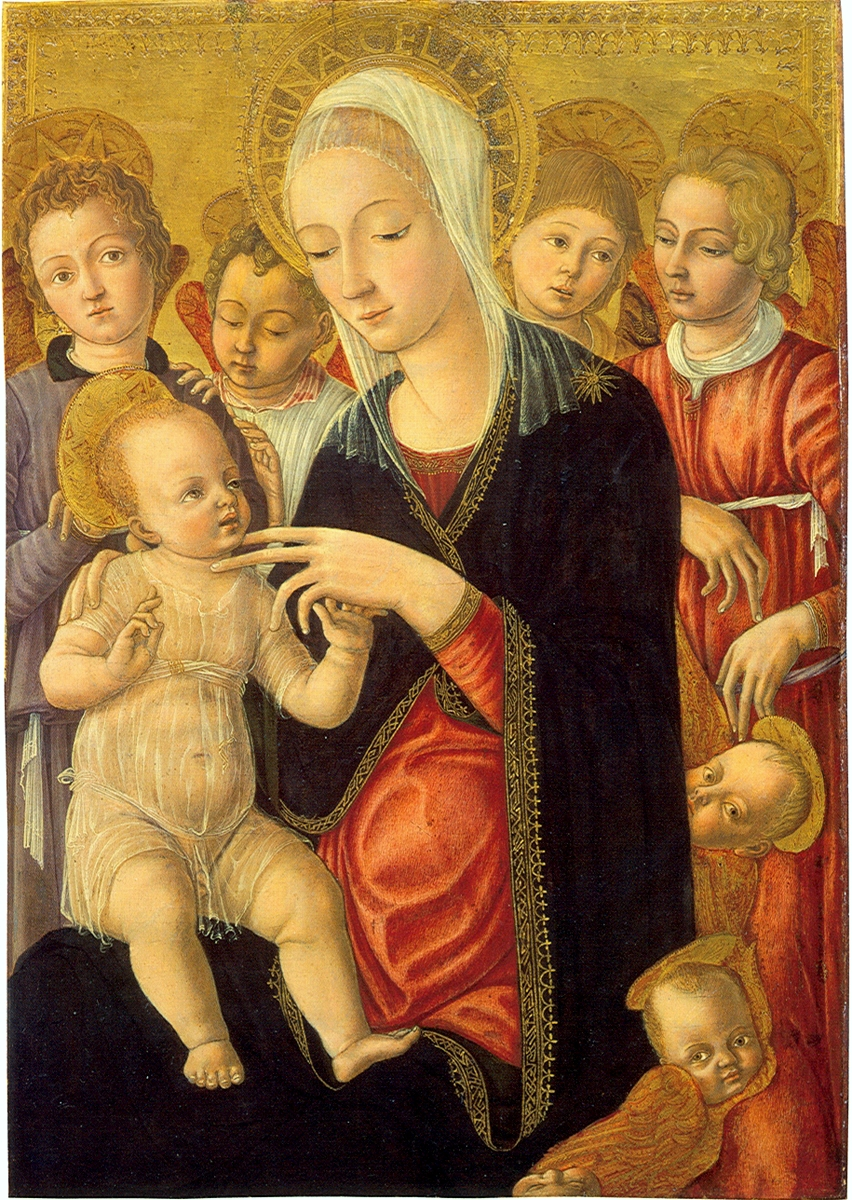
Мадонна с Младенцем, ангелами и херувимами. 1460—1465. Дерево, темпера, золочение. Национальная галерея искусства, Вашингтон

В 1452 году семья художника переехала в Сиену, поэтому именно в Сиене проходило его обучение и его творчество прочно связано с традициями сиенской школы живописи. Маттео был дважды женат — первый раз в 1463 году на знатной женщине, а после её смерти на богатой вдове, которая позволила Маттео приобрести недвижимость и от которой он стал отцом многих детей.
О его ученичестве не сохранилось документальных сведений. Возможно, он обучался живописи Лоренцо ди Пьетро, более известного как Веккьетта, но находился под влиянием Стефано ди Джованни, называемого Сассетта, и Доменико ди Бартоло. Миниатюрист Джироламо да Кремона и флорентийский художник Антонио дель Поллайоло также оказывали на него влияние.
В 1452 году Маттео вступил в партнёрство с художником Джованни ди Пьетро, и в 1453 году они стали жить вместе в районе Сан-Сальваторе в Сиене. В этом же году имя Маттео впервые появляется в сиенских документах; в них идёт речь о позолоте деревянной фигуры ангела работы Якопо делла Кверча в сиенском Соборе. В 1457 году Маттео и Джованни ди Пьетро также сотрудничали в украшении ставней органа в Сиенском соборе и в украшении Капеллы Сан-Бернардино в этом соборе.
К ранним работам Маттео относят картину «Мистическое распятие» (1450-е, Музей Принстонского университета). Произведение выдержано в традиционном стиле, характерном для этой школы первой половины XV века. Один из самых известных образов Девы Марии работы Маттео: «Мадонна с Младенцем, ангелами и херувимами» (1460—1465, Национальная галерея искусства, Вашингтон).
К 1470-м годам Маттео ди Джованни стал достаточно известным художником Тосканы. Он создавал большие алтарные картины и полиптихи для церквей, части которых ныне разошлись по разным музеям и частным коллекциям. Центральной панелью одного из таких полиптихов является хранящееся в Национальной галерее Лондона «Вознесение Марии» (1474). Это многофигурная композиция демонстрирует зрелое мастерство Маттео ди Джованни. В нижней части изображен св. Фома, который свидетельствует о вознесении Марии после её кончины. В верхней части картины Марию на небесах встречает Христос в окружении херувимов, и всё это происходит под ангельскую музыку. «Вознесение Марии» — центральная панель алтаря, написанного Маттео для церкви Сант-Агостино в Асчиано близ Сиены; боковые створки алтаря с изображением святых Михаила и Августина сохранились в этой церкви.
В 1477 году Джованни Чинуги, первый епископ Пиенцы, и близкий друг папы Пия II, сделал заказ на изготовление алтаря для новой церкви, построенной в честь недавно канонизированной в 1461 году Екатерины Сиенской. Маттео ди Джованни написал «Снежную Мадонну», у ног которой стоит в мольбе Святая Екатерина. Так же как в алтарной картине «Снежная Мадонна» Сассетты, Маттео в пределле изобразил сцену из легенды, согласно которой основанию римской церкви Санта-Мария-Маджоре предшествовало чудо выпавшего снега. Эта картина до настоящего времени украшает алтарь церкви Санта-Мария-делле-Неви в Сиене.
Шедеврами Маттео ди Джованни считаются алтарь Санта-Барбара (Святой Варвары), датируемый 1479 годом, заказанный гильдией пекарей для их капеллы в церкви Сан-Доменико в Сиене и «Избиение младенцев», которое подписано и датировано 1482 годом.
Картина «Избиение младенцев» существует в трёх вариантах. Один был написан для церкви Санта-Мария-а-Формелло в Неаполе, другой для сиенской церкви Санта-Мария-деи-Серви, третий для церкви Сант-Агостино в Сиене. Атрибуция мастеру Маттео до настоящего времени считается спорной, некоторые исследователи приписывают картину Франческо ди Джорджо Мартини. Картина полна динамики и психологического напряжения. Леденящая душу сцена избиения детей со всем её натурализмом и ужасными подробностями частично нивелируется образами детишек, которые с интересом наблюдают эту резню через арку так, словно это не страшное преступление, а какой-то спектакль, вроде средневековых мистерий, разыгрываемых на городских площадях.
В зрелый период творчества Маттео ди Джованни начал писать идиллические и натуралистические пейзажи, используя нежные, лирические цвета, заимствованные из произведений художников умбрийской школы. Эклектизм Маттео, как правило, развивался из местных вкусов и традиций. По этой причине неудивительно, что он в те же годы помимо «Избиения младенцев» создавал особенно нежные образы Мадонны с Младенцем, такие как алтарь из коллекции Кресса, который хранится в Музее искусств Колумбии;
«Мадонна с Младенцем, святыми Екатериной и Христофором» в собрании Музея изобразительных искусств имени А. С. Пушкина в Москве.
Маттео ди Джованни скончался в Сиене в 1495 году. Он оставил значительное художественное наследие, разделённое по итальянским церквям, музеям и иностранным коллекциям. Его работы представлены в вашингтонской Национальной галерее искусства, парижском Лувре, лондонской Национальной галерее, Метрополитен-музее в Нью-Йорке.

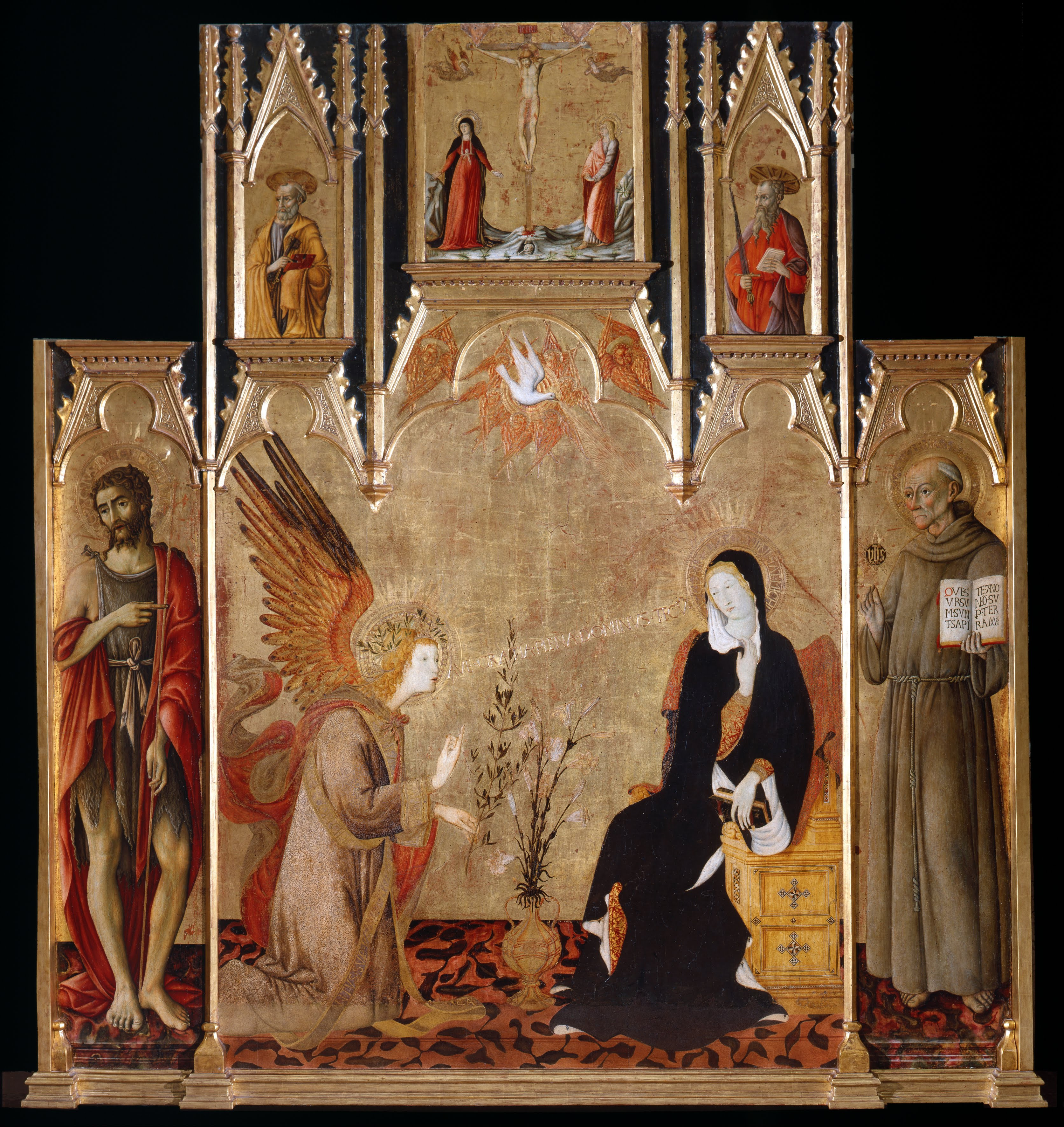
Благовещение со святыми Иоанном Крестителем, Бернардином Сиенским, Распятием, Петром и Павлом. 1455. Дерево, темпера, золочение. Епархиальный музей, Сиена
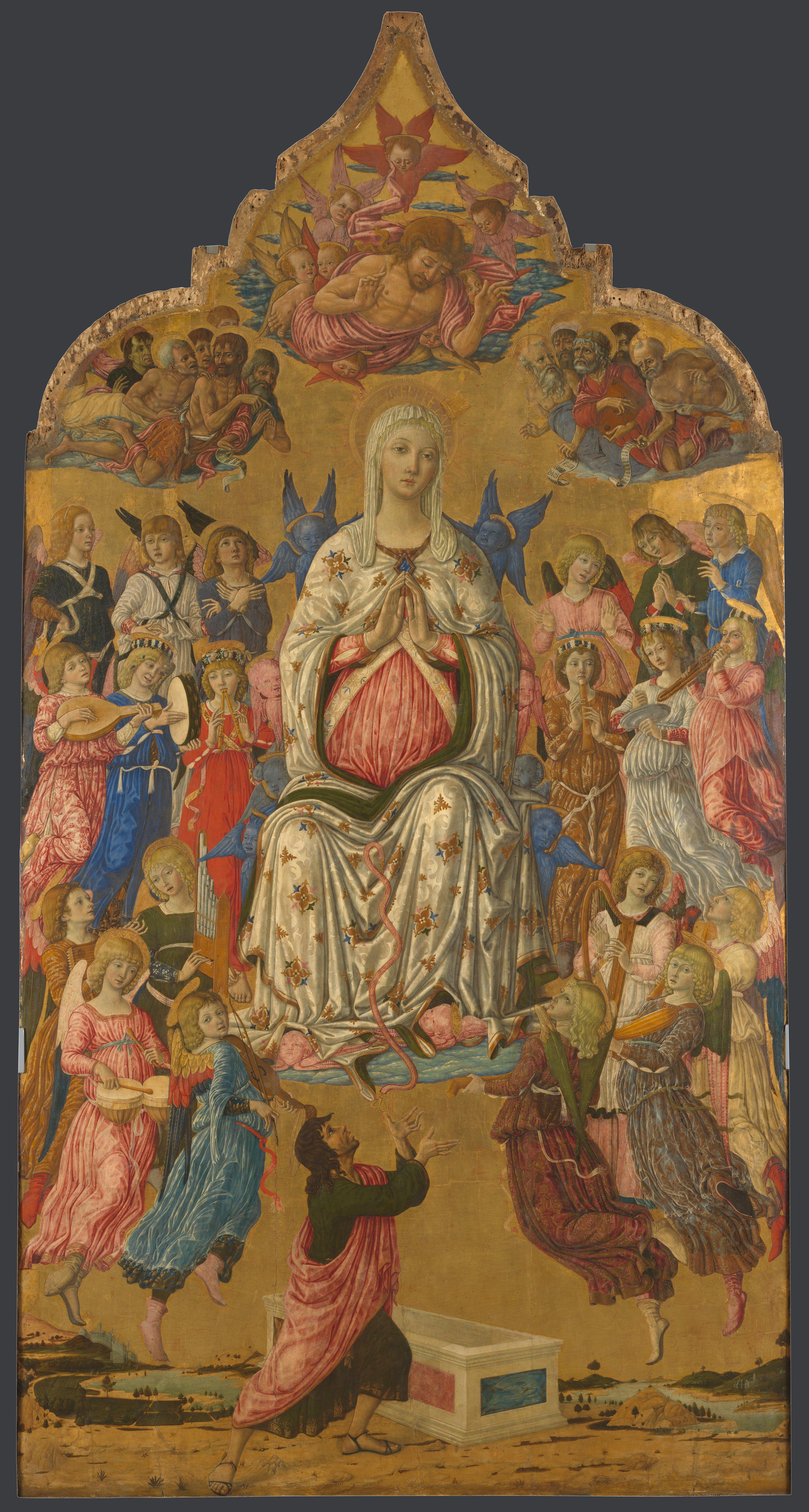
Вознесение Девы Марии. 1474. Дерево, темпера, золочение. Национальная галерея, Лондон
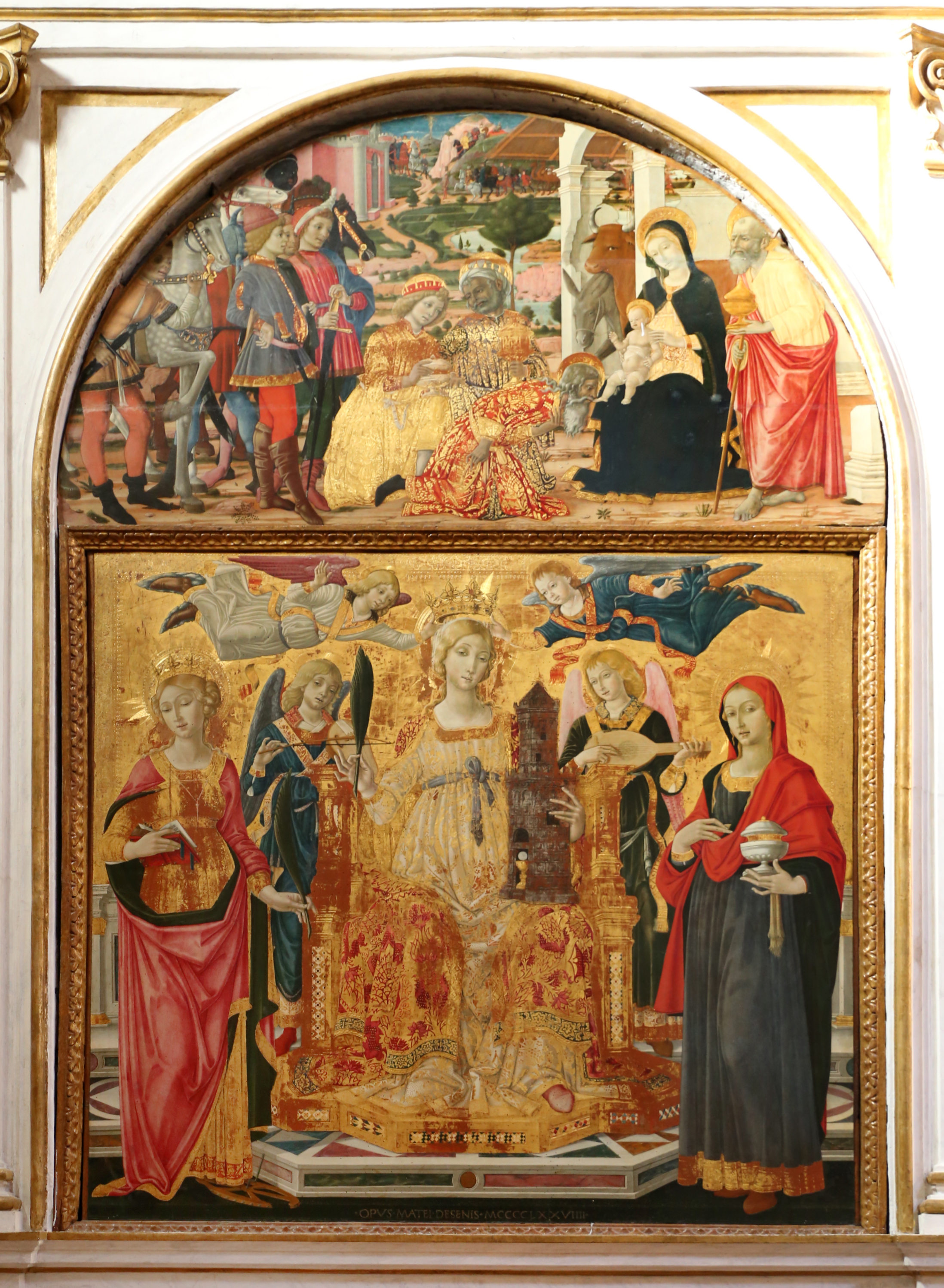
Святая Варвара со святыми Марией Магдалиной, Екатериной Александрийской и сценой Епифании. 1479. Дерево, темпера, золочение. Церковь Сан-Доменико, Сиена
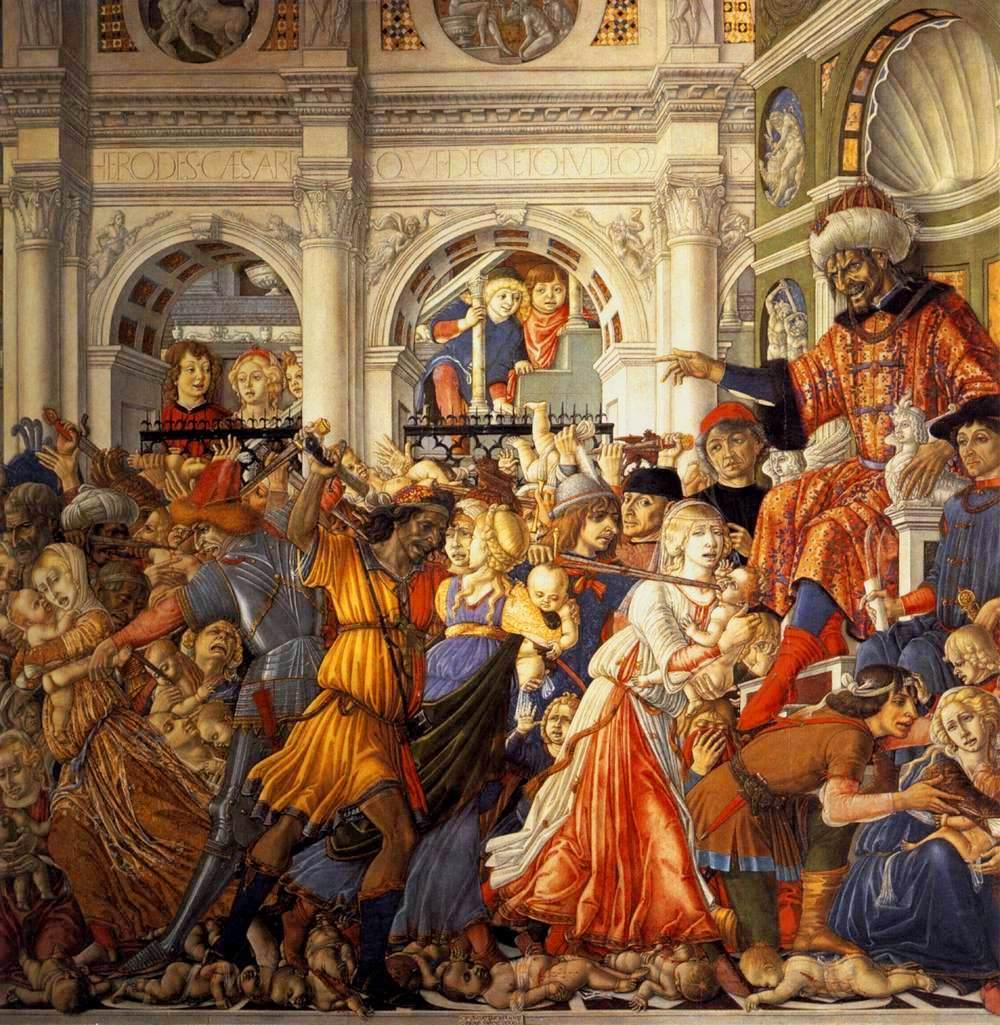
Избиение младенцев. 1482. Дерево, темпера, масло. Церковь Сант-Агостино, Сиена
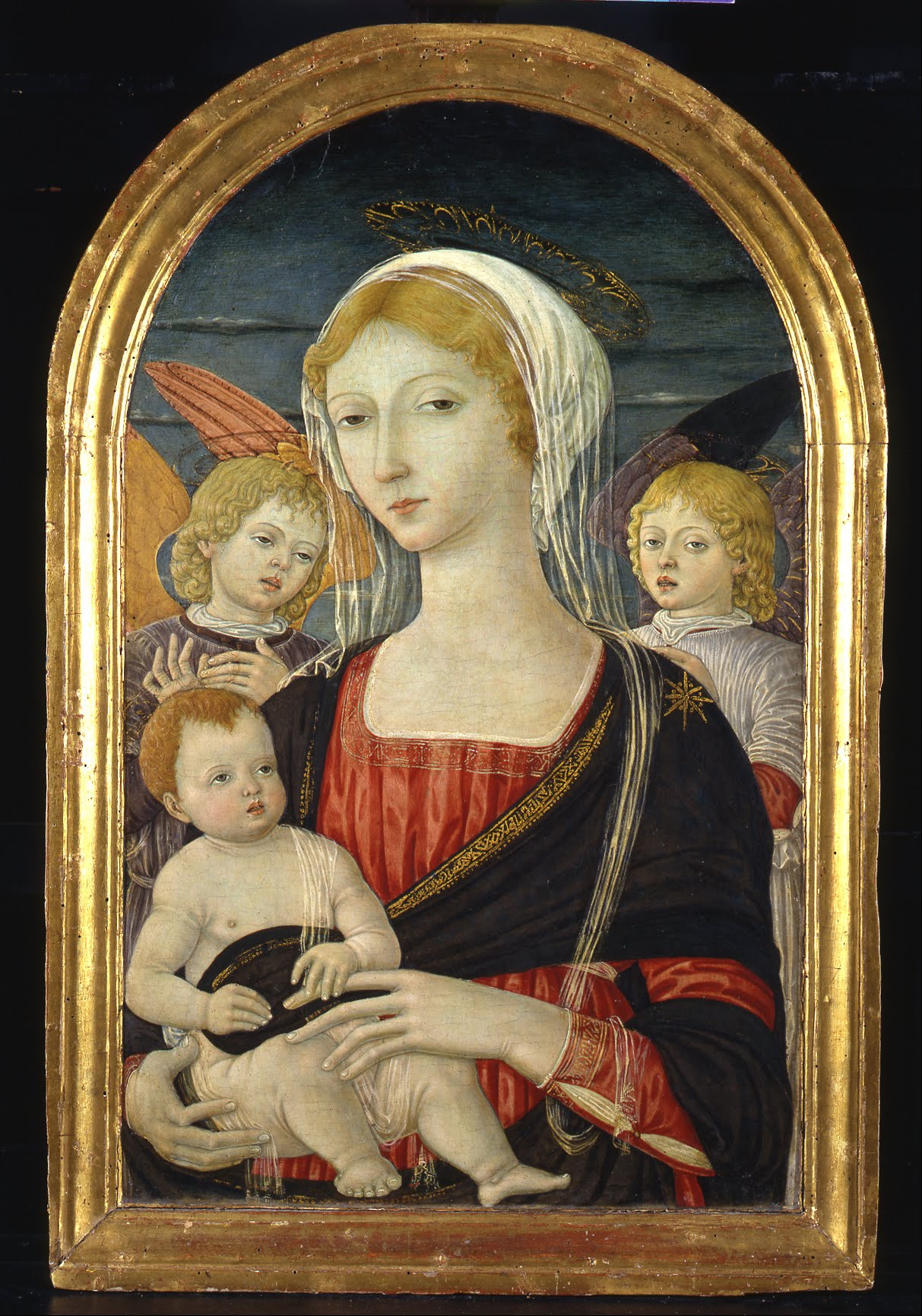
Maдонна с Младенцем и ангелами. Ок. 1470. Дерево, темпера. Фонд сиенских музеев